# Tangtang, Guangdong
Tangtang (kinesiska: 汤塘) är en köping i sydöstra Kina. Den ligger i Fogang härad i staden Qingyuan i provinsen Guangdong, omkring 71 kilometer norr om provinshuvudstaden Guangzhou. Antalet invånare är 61 219. Befolkningen består av 30 148 kvinnor och 31 071 män. Barn under 15 år utgör 20,0 %, vuxna 15-64 år 69 %, och äldre över 65 år 9,0 %.